# Cyfarthfa (hrad)
Cyfarthfa je hrad ve Walesu. Původním vlastníkem byla železářská rodina Crawshayů, vlastnící železárnu Cyfarthfa. Architektem hradu byl Robert Lugar, který jej postavil pro Williama Crawshaye II v roce 1824. Cena se pohybovala kolem 30 000 liber a hrad byl postaven z místního kamene. V roce 1908 byl hrad prodán městské radě. V části budovy vzniklo muzeum, zbylá řadu let sloužila jako škola.